# فرهنگنامه موسیقی و موسیقی‌دانان نیو گروو
فرهنگنامهٔ موسیقی و موسیقی‌دانان نیو گرووْ (به انگلیسی: The New Grove Dictionary of Music and Musicians) نام یک فرهنگنامهٔ دانشنامه‌ای دربارهٔ موسیقی و موسیقی‌دانان است که یکی از بزرگ‌ترین منابع موجود در زمینهٔ موسیقی غربی محسوب می‌شود و از قرن ۱۹ میلادی تا کنون، چندین ویرایش از آن منتشر شده است. در سال‌های اخیر، یک نسخهٔ برخط (آنلاین) و اینترنتی نیز از آن در دسترس است.